# Могильно (Смоленская область)
Могильно — деревня в Руднянском районе Смоленской области России. Входит в состав Кругловского сельского поселения. Население — 197 жителей (2007 год).
Расположена в западной части области в 9 км к западу от Рудни, в 8 км южнее автодороги А141 Орёл — Витебск, на берегу реки Заольшанка. В 6 км северо-восточнее деревни расположена железнодорожная станция О.п. 462-й км на линии Смоленск — Витебск.

## История
В 1676 году упоминается как имение в Оршанском повете ВКЛ.
В годы Великой Отечественной войны деревня была оккупирована гитлеровскими войсками в июле 1941 года, освобождена в октябре 1943 года.